# New York királya
A New York királya (eredeti cím: King of New York) 1990-ben bemutatott amerikai–olasz neo-noir bűnügyi filmdráma Abel Ferrara rendezésében. A főbb szerepekben Christopher Walken, Laurence Fishburne, David Caruso, Victor Argo és Wesley Snipes látható.
Az Amerikai Egyesült Államokban 1990. szeptember 28-án mutatták be a mozikban. 

## Cselekmény
Frank White drogbáró nemrég szabadult a Sing Sing börtönből. Célja irányítása alá vonni a New York-i alvilágot, ennek érdekében embereivel, köztük jobbkezével, Jimmy Jumppal könyörtelen leszámolásba kezd. A New York-i rendőrség drogellenes osztaga felfigyel a bűnöző tevékenységére, Bishop, Gilley és Flanigan nyomozók konfrontálódnak is vele, de bizonyítékok hiányában tehetetlenek. White embereit azonban le tudják tartóztatni, miután az általuk kiiktatott kolumbiai drogkartell egy életben maradt tagja együttműködik a rendőrséggel. White ügyvédje kijuttatja őket a börtönből.
Gilley és Flanigan, látva a törvényes eljárás korlátait, önbíráskodó akció mellett döntenek. Megrohamozzák a gengszterek éjszakai klubját és számos bandataggal végeznek. White és Jump elmenekül a helyszínről, Jump pedig halálosan megsebesíti Flanigant. Gilley dühében kivégzi a bűnözőt.
Az egyetlen életben maradt nyomozó később részt vesz társa temetésén, de White a távozni készülő nyomozó autója mellé hajt és hidegvérrel agyonlövi őt. Aznap este White a saját lakásán keresi fel Bishop nyomozót és fegyvert szegezve rá elmagyarázza: azért iktatta ki New Yorkban a kolumbiaiakat és a Triádokat, mert megvetette azok alvilági tevékenységét, beleértve az emberkereskedelmet és a gyermekprostitúciót. White sértetlenül magára hagyja a nyomozót, de előtte a biztonság kedvéért arra kényszeríti őt, hogy egy székhez bilincselje magát.
Bishop kiszabadul és a metrón keresztül veszi üldözőbe a maffiavezért. Mindketten fegyvert rántanak és tüzelni kezdenek egymásra, Bishop egy halálos lövést kapva összeesik. White látszólag sértetlenül távozik, de miután a Times Square-n taxiba száll, felfedi a törzsét ért súlyos lőtt sebet. Nemsokára elveszti eszméletét, mialatt a rendőrség lassan körbeveszi a járművet.

## Szereplők
| Szerep                              | Színész            | Magyar hang            | Magyar hang    |
| Szerep                              | Színész            | 1. szinkron            | 2. szinkron    |
| ----------------------------------- | ------------------ | ---------------------- | -------------- |
| Frank White                         | Christopher Walken | Szakácsi Sándor        | Barbinek Péter |
| Dennis Gilley nyomozó               | David Caruso       | Sörös Sándor           | Tarján Péter   |
| James „Jimmy Jump” Colt             | Laurence Fishburne | Sinkovits-Vitay András | Fekete Ernő    |
| Roy Bishop hadnagy                  | Victor Argo        |                        | Szersén Gyula  |
| Tommy Flanigan nyomozó              | Wesley Snipes      | Csuja Imre             | Háda János     |
| Jennifer                            | Janet Julian       |                        |                |
| Lance                               | Giancarlo Esposito | Gesztesi Károly        |                |
| Joey Dalesio                        | Paul Calderón      |                        |                |
| „Test Tube” (drogot tesztelő férfi) | Steve Buscemi      | Kassai Károly          |                |
| Raye                                | Theresa Randle     |                        |                |

## Kritikai visszhang
A Rotten Tomatoes 30 kritikus véleménye alapján 73%-ra értékelte a filmet. A szöveges összegzés szerint „A New York királya ismerős narratív talajon mozog, mindezt lenyűgöző stílusban teszi – és bőven teret enged tehetséges szereplőgárdájának, hogy lebilincselő alakításokat nyújthasson.”
Roger Ebert négyből két csillagra értékelte, felróva a film készítőinek a szerinte darabjaira hulló, vázlatos forgatókönyvet. Mark Carro, a Chicago Tribune kritikusa mindössze fél csillagot adott a filmre.
A New York királya bekerült Steven Jay Schneider 1001 film, amit látnod kell, mielőtt meghalsz című könyvébe.

## Popkulturális hatás
A rapper The Notorious B.I.G. a film hatására időnként a „Frank White” és a „New York királya” becenevekkel utalt önmagára.

## Fordítás
- Ez a szócikk részben vagy egészben  a   King of New York című angol Wikipédia-szócikk ezen változatának fordításán alapul.  Az eredeti cikk szerkesztőit annak laptörténete sorolja fel. Ez a jelzés csupán a megfogalmazás eredetét és a szerzői jogokat jelzi, nem szolgál a cikkben szereplő információk forrásmegjelöléseként.